# 마오리족
마오리족(Māori People)은 폴리네시아 동부에서 유래한 것으로 추정되는 뉴질랜드의 원주민이다. 마오리어를 사용하며 토착 종교를 믿는다. 오스트레일리아의 어보리진이 학살당한 것이나 태즈매이니아주 원주민이 사냥놀이의 명분으로 백인들에게 멸종당한 것과는 달리, 뉴질랜드의 마오리 족은 와이탕이 조약으로 백인(파케하)들과 동등한 관계에서 한 나라를 이루게 되었다.
현재 뉴질랜드 정부에서도 마오리족의 전통을 존중하고 그들의 문화를 관광 자원으로서 발전시키고 있다.

## 역사

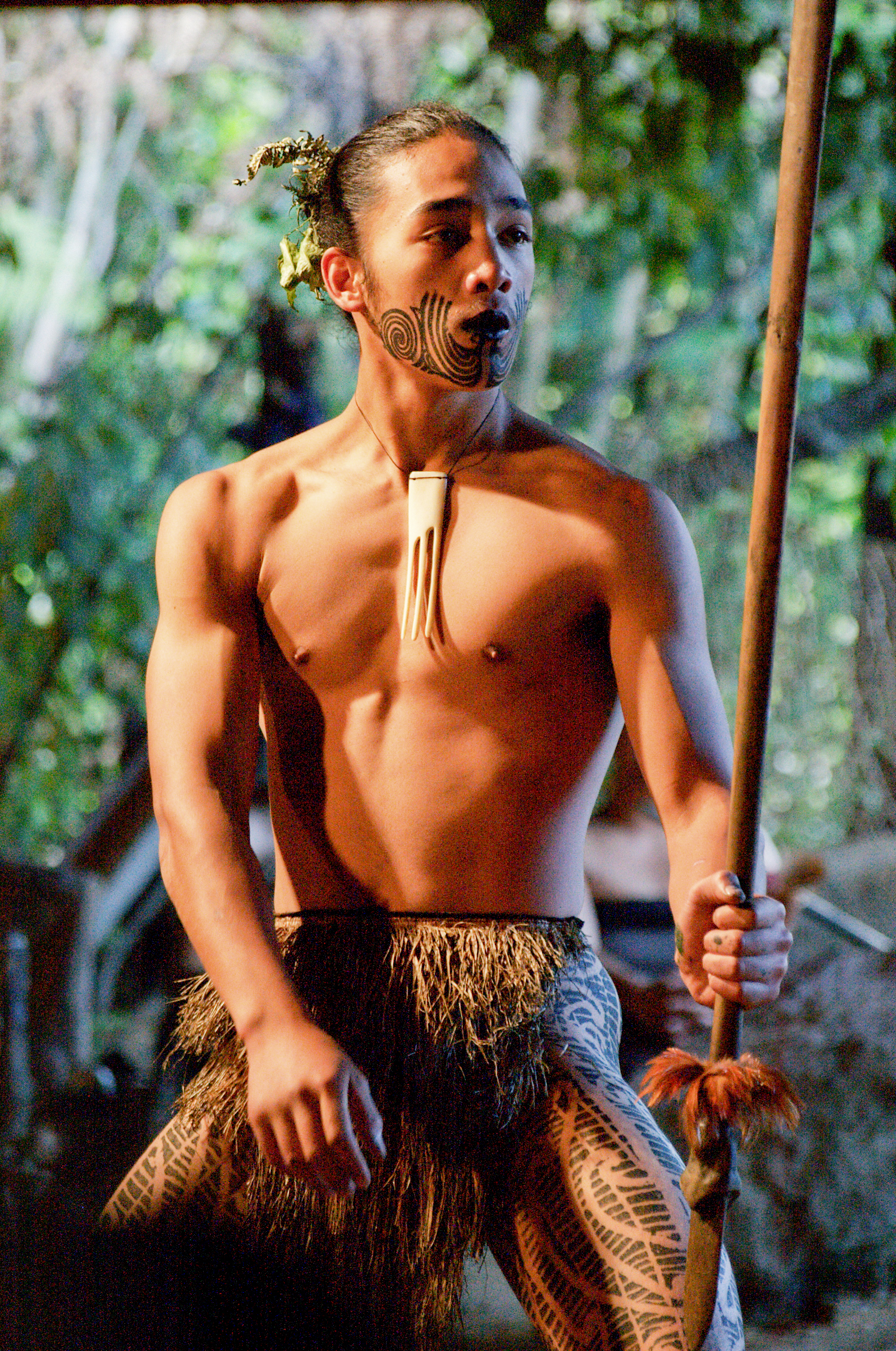
전통적인 모습을 한 마오리족, 평시에는 보통 사람과 다를 바 없다.

마오리족은 폴리네시아의 타히티섬 부근에서 거주하던 종족이다. 이들은 타조와 비슷한 모아를 잡아먹고 살아 '모아 사냥꾼' 이라고도 불렸다. 마오리 족은 10세기경 카누를 타고 뉴질랜드로 건너왔는데, 이때 고구마, 감자, 우무, 조롱박 등을 가지고 왔다. 마오리족이 도착하기 전까지 뉴질랜드는 사람이 살지 않는 무인도였다. 정착 이후 마오리 족은 대부분 북섬의 북반부에 정착하여 땅을 파는 막대기와 호미 비슷한 삽으로 고구마를 재배하며 생활하였다. 처음에는 많은 부족으로 나뉘어 추장을 중심으로 생활하면서 부족 간의 전쟁을 되풀이하였다. 그러나 18세기에 영국으로부터 백인들이 들어온 후 마오리 족은 백인들과 1840년 와이탕이 조약을 맺어 공존하게 되었다. 뉴질랜드는 영국인 개척 초창기에는 뉴사우스웨일스 식민지의 부속 영토였으나 1840년 대영제국의 왕립 식민지로 별도 분리되었다.
1840년 와이탕이 조약을 맺은 이 후 뉴질랜드는 대영제국의 자치 식민지가 되었으며 마오리족은 영국 시민권을 얻고 토지 소유를 보장받게 되었다. 그러나 와이탕이 조약은 영문과 마오리어 판의 내용이 상당히 달랐던 데다 이 후 영국이 이 조약을 어기고 토지들을 이민자들에게 팔아치우면서 결국 1841년부터 5년간 마오리 전쟁이 발발하여 2000명이 넘는 사상자가 발생하게 된다. 전쟁이 종결된 이후에도 마오리족은 자신들의 권리 인정을 주장하며 꾸준히 영국 정부와 갈등을 벌였고 1860년대가 된 이후 영국 정부는 공식적으로 마오리족에 대한 완전한 권리부여 및 투표권을 인정하고 그들과의 공존을 인정하였다. 1947년 뉴질랜드가 영국으로부터 독립한 이후에는 마오리어를 공용어로 지정하고 그들에게 특별제도 및 수당을 부여하는 등 우대 정책을 일부 폈다.
마오리족은 조각, 직물, 음악, 무용 등에서 독특한 문화를 창조하였다. 특히 목공예는 다른 폴리네시아인들보다 뛰어나다. 마오리족은 남자는 목각을 하고 여자는 수직 예술과 길쌈을 하였다. 이들은 집회소의 기둥이나 벽에 독특한 나선 무늬와 이상한 표정의 얼굴들을 조각하고, 무기, 카누, 일상용품 등에도 조각을 한다. 지금은 공예학교를 세워 전통기법을 전승하고 있다.
쾌활한 성격을 지니고 있는 마오리족은 백인 이주민과 투쟁도 하였으나, 지금은 고유의 문화를 보존하며 백인과 융화하여 살고 있다.
이들의 이름 중에는 다른 문화권의 사람들이 보기에는 특이한 이름이 많다. 남자 마오리족 구성원의 이름이 "두번 월경한 어린 여자"라는 뜻을 가진 사람도 있다. 이들은 이름 뜻에 별로 의미를 두지 않는다.

## 마오리족의 정체성 문제
뉴질랜드 정부가 존중하고 발전시킨 마오리족 전통문화는 관광용일 뿐, 뉴질랜드 마오리족들은 전통문화를 상실했다. 마오리족의 80%가 도시에서 살고 있으며, 교육수준이 낮아 일자리를 구하지 못하고 있다. 더구나 민족에 대한 의식이 없기 때문에 많은 마오리족 사람들이 정체성 혼란을 겪다가 마약이나 알코올 중독 문제로 빠져 들기도 하고 폭력에 휩싸이기도 한다. 그래서 백인들에게 빼앗긴 토지에 대한 손해배상 청구 소송이나 마오리족의 권익을 향상해 달라는 시위나 청원 등으로 마오리 민족의 정체성을 찾고자 하는 노력이 마오리족 사이에서 늘고 있다.

## 일화
마오리 족은 제1차 세계대전과 제2차 세계대전, 6.25 전쟁, 베트남 전쟁 등에 ANZAC 군의 일원으로 참전하였으며 매우 용맹한 모습을 보여 적군을 당황하게 했다고 전해진다. 6.25 전쟁 당시 마오리족의 민요인 포카레카레 아나가 대한민국에서 연가로 번역되어 알려지기도 했다.

## 같이 보기
- 모코이아섬
- 어보리진
- 제28(마오리)대대